# Мантурово (Рязанская область)
Мантурово — деревня в Рыбновском районе Рязанской области. Входит в Баграмовское сельское поселение.

## География
Находится в западной части Рязанской области на расстоянии приблизительно 6 км на юго-запад по прямой от железнодорожного вокзала в городе Рыбное.

## История
Показана была еще на карте 1797 года. На карте 1850 года показана как поселение с 39 дворами. В 1859 году здесь (тогда деревня Рязанского уезда Рязанской губернии) было учтено 27 дворов, в 1897 — 52.

## Население
Численность населения: 289 человек (1859 год), 282 (1897), 74 в 2002 году (русские 96 %), 80 в 2010.